# ドイツ食品典
ドイツ食品典（またはドイツ食品便覧、Deutsches Lebensmittelbuch）とは、ドイツにおける食品の製造法・素材・特筆事項などが記載されたガイドブックである。「食品、食品用器具材料、そして飼料についての法律（Lebensmittel-, Bedarfsgegenstände- und Futtermittelgesetzbuch）」の§15項（ドイツ食品典について）と§16項（ドイツ食品典製作委員会について）に基づいて発行され、ドイツ連邦食糧・農業省とドイツ食品典製作委員会（法律§16項から連邦経済技術省、食品製造業界の代表者など）が関わって発行されている。